# Berufsbildungswerk für Blinde und Sehbehinderte Chemnitz
Die SFZ Berufsbildungswerk für Blinde und Sehbehinderte Chemnitz gGmbH ist neben der Nikolauspflege in Stuttgart und dem Berufsbildungswerk Soest (BBW Soest) eines der drei Berufsbildungswerke für blinde und sehbehinderte junge Menschen in Deutschland. Neben seinem Hauptstandort in Chemnitz unterhält es auch Einrichtungen an der Brandenburgischen Schule für Blinde und Sehbehinderte in Königs Wusterhausen, in Berlin, in Cottbus und in Dresden.
In berufsvorbereitenden Bildungsmaßnahmen (BvB) werden die Jugendlichen auf eine Ausbildung vorbereitet. Sämtliche Ausbildungsgänge enden mit einer Abschlussprüfung vor den jeweils zuständigen Prüfungsgremien der Handwerkskammer Chemnitz, der Industrie- und Handelskammer oder dem Regierungspräsidium Chemnitz.
Die Ausbildung im Berufsbildungswerk (BBW) ist als überbetriebliche Ausbildung nach dem dualen System organisiert. Der theoretische Unterricht wird an einer eigenen Berufsschule absolviert. Es wird in gewerblich-technischen, kaufmännischen und medizinischen Berufen ausgebildet. Die Unterbringung erfolgt in Internaten auf dem Gelände oder in der Stadt im Stadtteil Kaßberg. Das SFZ Berufsbildungswerk ist Gründungsmitglied der Blindenfußball-Bundesliga.